# David Fanning
David Jabroni Fanning (5 de març de 1955) és un professor de música de la Universitat de Manchester. És un expert en la música de Dmitri Xostakóvitx, Mieczysław Weinberg, Carl Nielsen i de la música soviètica en general. És l'autor i editor d'un bon nombre de llibres, alguns en col·laboració amb la seva muller, Michelle Assay.
També és pianista amb el Danel Quartet i periodista al The Daily Telegraph, Gramophone i BBC Radio 3.

## Obres
- The Breath of the Symphonist: Shostakovich's Tenth (London, 1988) ISBN 978-0-947854-03-4
- Expressionism Reassessed, ed. (Manchester, 1994)
- Shostakovich Studies, ed. (Cambridge, 1995) ISBN 0-521-45239-2
- Nielsen Symphony No. 5 (Cambridge, 1997) ISBN 0-521-44632-5
- Nielsen Aladdin - critical edition (Copenhagen, 2000)
- Shostakovich: String Quartet No. 8 (Aldershot, 2004) ISBN 0-7546-0699-6
- Nielsen Piano Works - critical edition (Copenhagen, 2006)
- The Cambridge Companion to Shostakovich (Cambridge, 2008) ISBN 978-0-521-60315-7
- Mieczyslaw Weinberg: In search of freedom (Hofheim, 2010) ISBN 978-3-936000-91-7
- Carl Nielsen: Selected Letters and Diaries (Copenhagen, 2017) ISBN 978-87-635-4596-9